# Joseph Ritt
Joseph Fels Ritt (Nova Iorque, 23 de agosto de 1893 – Nova Iorque, 5 de janeiro de 1951) foi um matemático estadunidense.
Foi palestrante convidado do Congresso Internacional de Matemáticos (ICM) em Toronto (1924: Elementary functions and their inverses) e palestrante plenário no ICM em Cambridge (1950).
Ritt fundou a teoria da álgebra diferencial, que foi subsequentemente desenvolvida por ele e seu aluno Ellis Kolchin.
É conhecido por seu trabalho sobre a caracterização de integrais indefinidas que podem ser resolvidas de forma fechada, por seu trabalho sobre a teoria de equações diferenciais ordinárias e equações diferenciais parciais, por iniciar os estudos de grupos algébricos diferenciais, e pelo método de conjuntos característicos usado na solução de sistemas de equações polinomiais.

## Publicações selecionadas
- Differential equations from the algebraic standpoint, New York, American Mathematical Society 1932[4]
- Theory of Functions, New York 1945, 1947[5]
- Integration in finite terms: Liouville's Theory of Elementary Methods, Columbia University Press 1948[6]
- Differential Algebra, American Mathematical Society 1950,[7] Dover 1966